# 紐波特 (伊利諾伊州)
紐波特（英語：Newport）是位於美國伊利諾伊州麥迪遜縣的一個非建制地區。該地的面積和人口皆未知。

## 地理
紐波特的座標為38°40′51″N 90°10′33″W / 38.68083°N 90.17583°W，而該地的平均海拔高度為126米（即413英尺）。